# North-Wright Airways
North-Wright Airways — канадська авіакомпанія місцевого значення зі штаб-квартирою в місті Норман-Уелс (Північно-Західні Території), яка виконує регулярні та чартерні пасажирські рейси між невеликими населеними пунктами Території.
Портом приписки авіакомпанії є Аеропорт Норман-Велс.

## Історія
Авіакомпанія Nahanni Air Services була заснована і почала операційну діяльність у 1986 році. Через деякий час компанія змінила свою назву на North Wright Air і потім на існуючу в сучасний час North-Wright Airways.

## Пункти призначення
Станом на травень 2009 року авіакомпанія North-Wright Airways виконувала регулярні пасажирські перевезення в наступні аеропорти:
- Аклавцк — Аеропорт Аклавик імені Фредді Кармічайла
- Колвілл-Лейк — Аеропорт Колвілл-Лейк
- Ділайн — Аеропорт Ділайн
- Форт-Гуд Хоуп — Аеропорт Форт-Гуд Хоуп
- Інувік — Аеропорт Інувік імені Майка Зубко
- Норман-Уелс — Аеропорт Норман-Уелс
- Таліта — Аеропорт Таліта
- Йеллоунайф — Аеропорт Йеллоунайф

## Флот
За даними Міністерства транспорту Канади у травні 2009 року повітряний флот авіакомпанії North-Wright Airways складали наступні літаки: